# The Vertical Earth Kilometer
The Vertical Earth Kilometer est une installation créée en 1977 par Walter De Maria, située à Cassel, en Allemagne.

## Caractéristiques
The Vertical Earth Kilometer (littéralement « Le Kilomètre terrestre vertical ») est situé sur la Friedrichsplatz de Cassel, dans la Hesse, en face du Fridericianum. L'œuvre est composée d'une barre de laiton de 5 cm de diamètre et d'1 km de long, entièrement enfoncée dans le sol de telle façon que seule son extrémité supérieure affleure. Une plaque carrée de grès rouge de 2 m de côté entoure cette extrémité.
La barre est composée de 6 segments de 167 m de long, soigneusement vissées les uns aux autres. Elle est enfoncée à travers 6 couches géologiques distinctes. Malgré sa taille, elle est donc quasiment intégralement cachée à la vue des spectateurs, lesquels ne peuvent en percevoir que l'extrémité.

## Historique
The Vertical Earth Kilometer est réalisée par le plasticien américain Walter De Maria en 1977 lors de l'exposition artistique documenta 6 de Cassel, avec le concours de la Dia Art Foundation. Le forage de la barre prend 79 jours.
Une autre œuvre de De Maria, The Broken Kilometer, installée à New York en 1979, reprend l'idée de la barre de laiton d'1 km, mais en la décomposant en 500 barres de 2 m de longueur organisées en rangées parallèles sur le sol.